# Практическо училище за висши изследвания
Практическото училище за висши изследвания (на френски: École pratique des hautes études, EPHE) е висше изследователско училище в Париж.
EPHE е основано на 31 юли 1868 г. с указ на френския министър на образованието Виктор Дюруи. То е сред големите училища в страната. Основната му мисия е да подготвя студенти за научни изследвания чрез участието им в изследователска практика. Не са искани и връчвани дипломи. Неговите дипломи по религия и история са сред най-добрите в света.
EPHE непрекъснато обучава експерти от световна класа по азиатски и ислямски изследвания. Негови възпитаници са инвестиционни банкери, дипломати и военни офицери, специализирани в тези области.

## Известни възпитаници
- Марсел Детиен, френски историк от белгийски произход
- Елен Арвелер, известна френска и гръцка историчка-византоложка
- Клара Буда, албанска журналистка, преводачка, драматург, поетеса и писателка
- Бронислав Геремек, полски историк и политик